# Wereldkampioenschappen noords skiën 1997
De wereldkampioenschappen noords skiën 1997 werden van 21 februari tot en met 2 maart 1997 gehouden in Trondheim. Op dit wereldkampioenschap veranderde het aantal evenementen voor de eerste keer niet sinds 1966 en 1970. Op dit WK won de Russische Yelena Välbe een historisch aantal van vijf gouden medailles op alle vijf de langlaufonderdelen voor vrouwen. Ze was hiermee de eerste atleet, mannen en vrouwen, die dit presteerde. 

## Medailles

### Langlaufen

#### Mannen
| Onderdeel                           | Goud | Goud                                                      | Zilver | Zilver                                                    | Brons | Brons                                                               |
| ----------------------------------- | ---- | --------------------------------------------------------- | ------ | --------------------------------------------------------- | ----- | ------------------------------------------------------------------- |
| 10 km klassiek                      | NOR  | Bjørn Dæhlie                                              | RUS    | Aleksej Prokoerorov                                       | FIN   | Mika Myllylä                                                        |
| 10 km + 15 km dubbele achtervolging | NOR  | Bjørn Dæhlie                                              | FIN    | Mika Myllylä                                              | RUS   | Aleksej Prokoerorov                                                 |
| 30 km vrije stijl                   | RUS  | Aleksej Prokoerorov                                       | NOR    | Bjørn Dæhlie                                              | NOR   | Thomas Alsgaard                                                     |
| 50 km klassiek                      | FIN  | Mika Myllylä                                              | NOR    | Erling Jevne                                              | NOR   | Bjørn Dæhlie                                                        |
|                                     |      |                                                           |        |                                                           |       |                                                                     |
| 4 × 10 km estafette                 | NOR  | Sture Sivertsen Erling Jevne Bjørn Dæhlie Thomas Alsgaard | FIN    | Harri Kirvesniemi Mika Myllylä Jari Räsänen Jari Isometsä | ITA   | Giorgio Di Centa Silvio Fauner Pietro Piller Cottrer Fulvio Valbusa |

#### Vrouwen
| Onderdeel                          | Goud | Goud                                                        | Zilver | Zilver                                                               | Brons | Brons                                                        |
| ---------------------------------- | ---- | ----------------------------------------------------------- | ------ | -------------------------------------------------------------------- | ----- | ------------------------------------------------------------ |
| 5 km klassiek                      | RUS  | Jelena Välbe                                                | ITA    | Stefania Belmondo                                                    | RUS   | Olga Danilova                                                |
| 5 km + 10 km dubbele achtervolging | RUS  | Jelena Välbe                                                | ITA    | Stefania Belmondo                                                    | RUS   | Nina Gavriljoek                                              |
| 15 km vrije stijl                  | RUS  | Jelena Välbe                                                | ITA    | Stefania Belmondo                                                    | CZE   | Kateřina Neumannová                                          |
| 30 km klassiek                     | RUS  | Jelena Välbe                                                | ITA    | Stefania Belmondo                                                    | NOR   | Marit Mikkelsplass                                           |
|                                    |      |                                                             |        |                                                                      |       |                                                              |
| 4 × 5 km estafette                 | RUS  | Olga Danilova Larisa Lazoetina Nina Gavriljoek Jelena Välbe | NOR    | Bente Martinsen Marit Mikkelsplass Elin Nilsen Trude Dybendahl Hartz | FIN   | Riikka Sirviö Tuulikki Pyykkönen Kati Pulkkinen Satu Salonen |

### Noordse combinatie
| Onderdeel       | Goud | Goud                                                                 | Zilver | Zilver                                                   | Brons | Brons                                                          |
| --------------- | ---- | -------------------------------------------------------------------- | ------ | -------------------------------------------------------- | ----- | -------------------------------------------------------------- |
| 15 km Gundersen | JPN  | Kenji Ogiwara                                                        | NOR    | Bjarte Engen Vik                                         | FRA   | Fabrice Guy                                                    |
|                 |      |                                                                      |        |                                                          |       |                                                                |
| 4 x 5 km team   | NOR  | Halldor Skard Bjarte Engen Vik Knut Tore Apeland Fred Børre Lundberg | FIN    | Jari Mantila Tapio Nurmela Samppa Lajunen Hannu Manninen | AUT   | Christoph Eugen Felix Gottwald Mario Stecher Robert Stadelmann |

### Schansspringen

#### Mannen
| Onderdeel         | Goud | Goud                                                       | Zilver | Zilver                                                       | Brons | Brons                                                       |
| ----------------- | ---- | ---------------------------------------------------------- | ------ | ------------------------------------------------------------ | ----- | ----------------------------------------------------------- |
| Normale schans    | FIN  | Janne Ahonen                                               | JPN    | Masahiko Harada                                              | AUT   | Andreas Goldberger                                          |
| Grote schans      | JPN  | Masahiko Harada                                            | GER    | Dieter Thoma                                                 | SUI   | Sylvain Freiholz                                            |
| Team grote schans | FIN  | Ari-Pekka Nikkola Jani Soininen Mika Laitinen Janne Ahonen | JPN    | Kazuyoshi Funaki Takanobu Okabe Masahiko Harada Hiroya Saito | GER   | Christof Duffner Martin Schmitt Hansjörg Jäkle Dieter Thoma |

### Medailleklassement
| Plaats | Land        | Goud | Zilver | Brons | Totaal |
| 1      | Rusland     | 6    | 1      | 3     | 10     |
| 2      | Noorwegen   | 4    | 4      | 3     | 11     |
| 3      | Finland     | 3    | 3      | 2     | 8      |
| 4      | Japan       | 2    | 2      | 0     | 4      |
| 5      | Italië      | 0    | 4      | 1     | 5      |
| 6      | Duitsland   | 0    | 1      | 1     | 2      |
| 7      | Oostenrijk  | 0    | 0      | 2     | 2      |
| 8      | Tsjechië    | 0    | 0      | 1     | 1      |
| 8      | Frankrijk   | 0    | 0      | 1     | 1      |
| 8      | Zwitserland | 0    | 0      | 1     | 1      |
| Totaal | Totaal      | 15   | 15     | 15    | 45     |